# Pakkaphon Kanphukde
Pakkaphon Kanphukde (thailändisch ภัคพล กาฬภักดี, * 9. August 1990) ist ein thailändischer Fußballspieler.

## Karriere
Pakkaphon Kanphukde spielte bis Ende 2017 beim Trat FC in Trat in der zweiten thailändischen Liga, der Thai League 2. Wo er vorher gespielt hat, ist unbekannt. Anfang 2019 unterschrieb er einen Vertrag beim ebenfalls in der zweiten Liga spielenden Navy FC in Sattahip. Wo er 2018 gespielt hat, ist unbekannt. In der Saison 2019 absolvierte er für die Navy 27 Zweitligaspiele und schoss dabei ein Tor.